# Ananies de Xirak
Ananies de Xirak (armeni: Անանիա Շիրակացի)  (Xirak, c. 610 - Aniavan, c. 685) va ser un científic armeni del segle VI dC.

## Vida i Obra
El poc que es coneix de la seva vida procedeix d'una breu autobiografia, probablement per a fer d'introducció a algun dels seus llibres, en la qual dona alguns detalls sobre la seva educació i sobre la seva activitat docent. Procedia d'una família benestant, probablement de la casa de Camsaracans. Desil·lusionat amb el nivell d'estudis al seu país, va marxar a Trebisonda per estudiar amb el mestre Tíquic, estant-s'hi probablement des del 631 fins al 638. A continuació va retornar a Armènia per dedicar-se a la docència.
Fins a finals del segle XIX les seves obres estaven atribuïdes a Moisès de Khorèn. La seva obra més notable és Aṥxarhac'oyc', traduïda normalment com La Geografia, en la qual, després d'una introducció cosmològica, fa una descripció de tots els continents de l'univers conegut. El seu nivell de detall és considerable, ja que arriba a descriure punts tan allunyats com Cadis, Ceuta o Tànger.
També és obra seva el K'nnikon, traduït com Canon, que és una introducció sistemàtica al quadrivium.
A més d'aquestes dues obres, es conserven obres seves d'astronomia, de geografia, de cronologia i de matemàtiques. Entre aquestes últimes destaca una col·lecció de vint-i-quatre problemes d'aritmètica, amb el títol de Problemes i Solucions.